# 글리나 전투 (1991년)
글리나 전투(Battles of Glina)는 JNA의 지원을 받는 크니냐스 부대와 크로아티아 공화국 내무부 및 크로아티아군 합동군 간의 무력 충돌이었다. 글리나에서 두 차례 전투가 벌어졌으며, 두 전투 모두 세르비아의 승리로 끝났고 경찰서를 점령하며 SAO 크라이나의 일부로 합병되었다.

## 배경
1991년 1월, 세르비아 크라이나 공화국 내무부가 설립되었으며 내무부 자그레브 정부 통제하에 있지 않은 모든 경찰서를 크라이나 내로 통합하려 시도했다.
이 때문에 크닌, 오브로바츠, 벤코바츠, 그라차츠, 도니라파츠, 티토바코레니차, 드보르, 글리나, 코스타이니차 및 보이니치의 경찰서에 크라이나 세르브인 자치주 내무부 하로 합병했다는 메시지가 보내졌다. 이들은 세르브인이 다수인 도시였기 때문에 크닌 정부에 대부분 자발적으로 복종했다.

## 경과

### 1차 전투
글리나에서의 첫 충돌은 1991년 6월 26일에 발생했다. 이 충돌 기간 크로아티아 국가방위군 (ZNG) 보병 부대가 도시에 도착했고, 유고슬라비아 인민군 (JNA)은 글리나 주변 지역 전체를 장악하고 있었다. 이는 드라간 바실코비치의 진술에 따르면 크로아티아 자료에서도 간접적으로 확인된 내용이다. 짧은 교전 끝에 크로아티아 경찰관 1명, 토미슬라브 롬이 전사하고 다른 1명, 이반 샨테크가 부상당했다. 크로아티아 경찰관은 도시를 떠나 유키나츠 방향으로 이동하라는 제안을 받았다. 이 퇴각 후 세르비아군은 글리나 경찰서로 진격하여 점령했다.

### 2차 전투
1차 전투 정확히 한 달 뒤인 1991년 7월 26일, 드라간 바실코비치의 지휘 아래 크니냐스 21명과 다른 의용군 8명이 도시에 진입했다. 바실코비치의 진술에 따르면 이들은 정찰하러 왔으며 크로아티아군이 시가지에 얼마나 있는지 전혀 몰랐다고 한다. 만약 600~650명 정도 있다는 것을 알았다면 도시를 공격하지 않았을 것이라고 했다. 이 의용군들은 JNA 소위 보얀 드로브냐크와 협력하여 크로아티아 진지에 대한 공격 시 전차 지원을 받기로 합의했다.
크로아티아 진지에 대한 공격이 시작되었지만, 드로브냐크와 그의 전차가 다른 장소로 이동하면서 전차 지원은 이루어지지 않았다. 그러나 크로아티아군 진지에 4발의 로켓을 발사했다. 이는 크로아티아군이 진지를 떠나 유키나츠, 그다음 고르니 및 도니비두셰바츠 방향으로 이동하고 최종적으로 그 지역을 완전히 떠나도록 하는 심리적 효과를 가져왔을 것으로 보인다.
짧은 전투 끝에 세르비아 의용군 2명이 전사하고 크니냐스 부대원 1명이 부상당했다. 글리나는 1995년 8월 6일 폭풍 작전 중에 점령될 때까지 세르비아 크라이나 자치주의 점령 하에 있었다.